# 4 Strings
4 Strings – holenderska grupa muzyki trance założona przez Carla Resoorta i Jana De Vosa.

## Historia

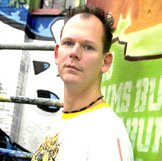
Carlo Resoort

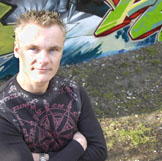
Jan De Vos

Carlo Resoort i Jan De Vos poznali się w 1986 roku. W latach 90. zaczęli interesować się muzyką klubową i tworzyć swoje pierwsze utwory, stopniowo budując swój własny styl. Cały swój wolny czas spędzali w studiu. W ciągu mijających lat zdobyli doświadczenie w tworzeniu i miksowaniu muzyki klubowej, a także obrali drogi kariery. Carlo zdecydował się nadal pracować w studiu, a Jan wybrał karierę DJ-a. Niedługo potem Jan De Vos poznał Pieta Bervoetsa, dzięki któremu dołączył do drive-in-show. Wtedy Jan zainteresował się muzyką trance. Po kilku latach wznowił współpracę z Carlo.

## Dyskografia

### Albumy
- Believe (2003)
- Turn It Around (2004)
- Mainline (2006)
- Sunset Aftermath (2017)

### Single
| - 2000 - Day Time - 2001 - Into The Night - 2002 - Diving - Take Me Away (Into The Night) - Revelation - 2003 - Let It Rain - Summersun - 2004 - Turn It Around - Back To Basics - Come Closer | - 2005 - Sunrise - Love Is Blind - Desire - Until You Love Me - 2006 - Hurricane - Mainline - Jewel - 2007 - Catch A Fall - Curious (ft. Tina Cousins) - The Way It Should Be (vs. DJ Shaine) - 2009 - Let Me Take Your Berath Away - Music Saved My Life | - 2010 - Forever (ft. Samantha Fox) - Sundown - Safe From Harm (ft. Ellie Lawson) - 2011 - Twilight Mode - 2012 - The Other Side - Rise Again - Cheesecake - Breathe Life In - 2013 - Out To Nowhere - Ready to Fall - 2014 - Living Colors - Chemistry - Monday - Hold In Silence (feat. Katty Heart) | - 2015 - Take Me Away (2015 Mix) - In Our Hearts - Never Ever After (feat. Sue McLaren) - 2016 - Illumina - Luna - What Matters Most (feat. Fridolijn) - Sunset Aftermath - When the Light Go Down (Communion) (feat. Audrey Gallagher) - Safe in the Storm (feat. Cathy Burton) - Wonderling - 2017 - Enough (feat. Fenna Day) - Solid Session - Emotions Away (feat. Carol Lee) - Beneath the Stars - The Story Of Your Heart (feat. Katty Heath) - Remember Me - Twilight Mode - 2018 - Diving - Stay (feat. Waltin Jay) - Everybody's Gotta Learn Sometime (feat. Fenna Day) - Soulmate - 2019 - You Move Me (feat. Sarah Lynn) - A Brand New Day (feat. Susanne Teutenberg) |